# Springhöna

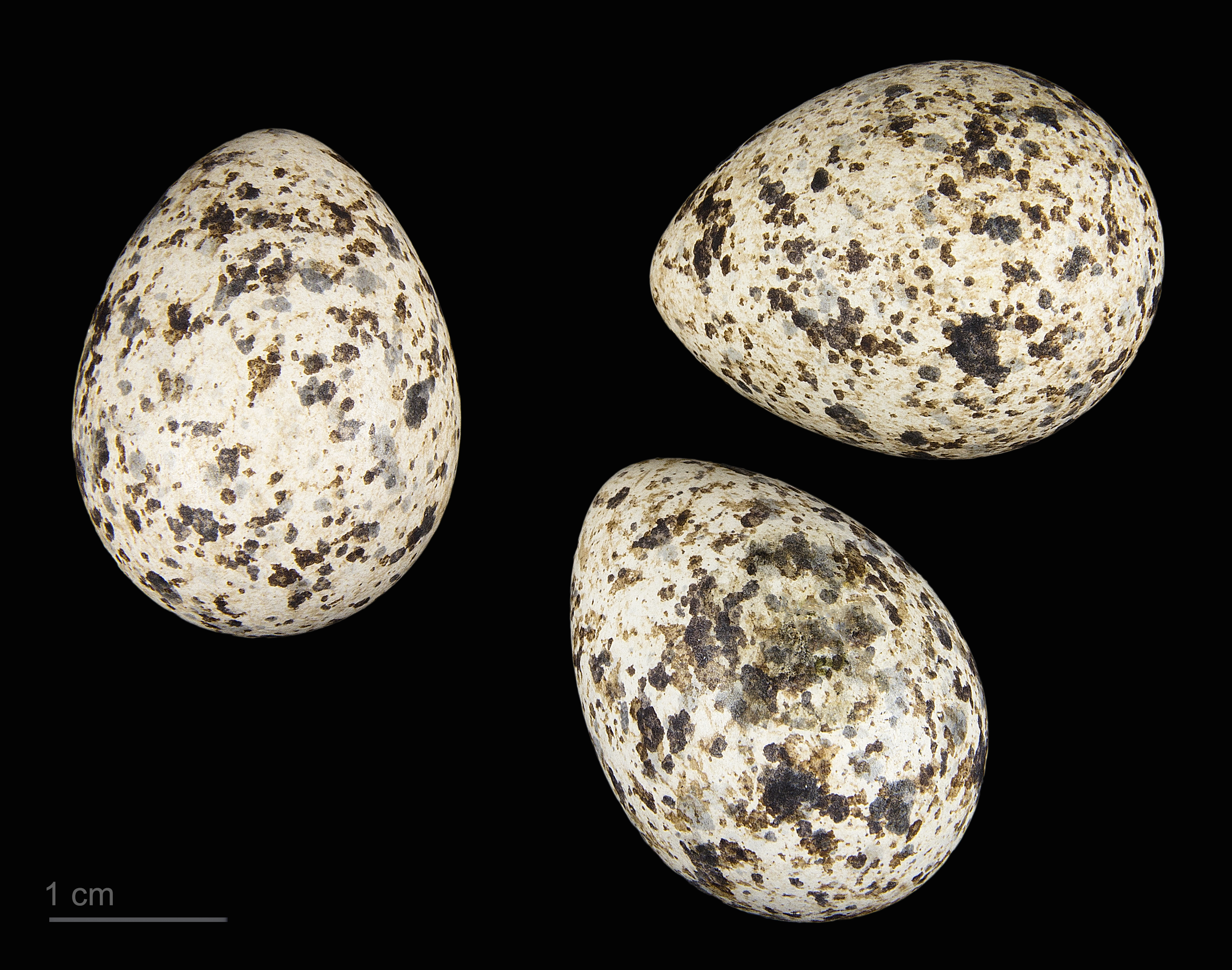
Turnix sylvaticus

Springhöna (Turnix sylvaticus) är den mest spridda av springhönsen, en fågelfamilj som länge betraktades som hönsfåglar men som trots sitt likartade utseende egentligen tillhör ordningen vadarfåglar. Arten är möjligen utdöd i Europa.

## Utseende och läte
Springhönan är sällan sedd och uppmärksammas i första hand på sitt läte, ett mörkt nästan morrande hoande som upprepas varannan eller var tredje sekund några gånger.
Vanligen får man syn på den när den lyfter från sitt gömställe med ett tydligt vingljud. Springhönan är med sin korta stjärt och lilla storlek, endast 15 centimeter, närmast lik vakteln. Vingarna är dock till skillnad från denna runda och korta. Övre vingtäckarna är ljusbruna och kontrasterar mot de svarta armpennorna. När den landar håller den karakteristiskt vingarna lyfta ett kort ögonblick.
Har man tur att se den på marken visar den upp en brun ovansida, vit undersida med orange bröst och svarta prickar på bröstsidan. Springhönan är en av få fågelarter som kännetecknas av omvänd könsordning, där honan är mer färgglad än hanen.

## Utbredning och systematik
Springhöna är mycket vida spridd och förekommer i stora delar av Afrika och Asien. Clements et al 2016 delar in den i nio underarter med följande utbredning:
- Turnix sylvaticus sylvaticus – södra Iberiska halvön samt i norra Marocko, Algeriet och Tunisien
- Turnix sylvaticus lepurana – Afrika söder om Sahara samt sydligaste delen av Arabiska halvön
- Turnix sylvaticus dussumier – östligaste Iran till Indien och Myanmar
- Turnix sylvaticus davidi – thailändska halvön till södra Kina, norra Indokina och Taiwan
- Turnix sylvaticus whiteheadi – Luzon (norra Filippinerna)
- Turnix sylvaticus nigrorum – Negros (Filippinerna)
- Turnix sylvaticus celestinoi – södra Filippinerna (Bohol och Mindanao)
- Turnix sylvaticus suluensis – Suluarkipelagen
- Turnix sylvaticus bartelsorum – Java och Bali

Arten förklarades dock officiellt utdöd på Iberiska halvön i november 2018 efter att inte ha setts där sedan 1981. I Algeriet sågs den senast 1984, i Portugal 1973 och i Italien 1913. 2011 återupptäcktes populationen i Marocko.  Tillfälligt har den setts i Frankrike, Oman och Sri Lanka.

## Ekologi
Fågeln lever på torra hedar med låg växtlighet (dvärgpalm, afodill), men även exempelvis i gräsrika pumpaodlingar. Honan lägger tre till fem ägg i ett bo på marken mellan april och september.

## Status och hot
Arten har ett väldigt stort utbredningsområde, men tros minska i antal till följd av habitatförtörelse, dock inte tillräckligt kraftigt för att den ska betraktas som hotad. IUCN kategoriserar därför arten som livskraftig (LC).